# Josse van Clichtove
Josse of Jocodius van Clichtove (Nieuwpoort, 1472 - Chartres, 22 september 1543) was een Zuid-Nederlands theoloog.

## Levensloop
Hij studeerde in Leuven en Parijs en werd professor aan de Sorbonne.
Hij werkte voor Louis Guillard, bisschop van Doornik en bisschop van Chartres en maakte ook deel uit van het Cenakel van Meaux rond bisschop Guillaume Briçonnet.
Hij becommentarieerde verschillende werken van Aristoteles, maar is het meest bekend om - hoewel aanvankelijk voorstander van de hervorming te zijn geweest, als antagonist van Maarten Luther - een aantal geschriften tegen hem te hebben gepleegd, onder andere Propugnaculum ecclesiae adversus Lutheranos (Parijs, 1516), Antilutherus (Parijs, 1524) en Compendium veritatum ad fidem pertinentium contra erroneas Lutheranorum assertiones ex dictis et actis in concilio provinciali Senonensi apud Parisios celebrato (Parijs, 1529).

## Publicaties
Onder zijn overige werken zijn te vermelden:
- De vera nobilitate opusculum (Parijs, 1512)
- Elucidatorium ecclesiasticum (Parijs, 1516)
- De vita et moribus sacerdotum (Parijs, 1519)
- De Sacramento Eucharistiae contra AEcolampadium (Parijs, 1526)
- Sermones (Parijs, 1534)
- Convulsio calumniarum Ulrichi Veleni quibus S. Petrum nunquam Romae fuisse cavillatur (Parijs, 1535).